# Pogonopoma
Pogonopoma – rodzaj słodkowodnych ryb sumokształtnych z rodziny zbrojnikowatych (Loricariidae). Spotykane w hodowlach akwariowych.

## Występowanie
Brazylia.

## Klasyfikacja
Gatunki zaliczane do tego rodzaju:
- Pogonopoma obscurum
- Pogonopoma parahybae
- Pogonopoma wertheimeri

Gatunkiem typowym jest Plecostomus wertheimeri (Pogonopoma wertheimeri).